# Xestoleberis giraulensis
Xestoleberis giraulensis is een mosselkreeftjessoort uit de familie van de Xestoleberididae. De wetenschappelijke naam van de soort is voor het eerst geldig gepubliceerd in 1974 door Hartmann.